# Facultad de Odontología (UNAH)
La Facultad de Odontología es una de las facultades de la Universidad Nacional Autónoma de Honduras (UNAH).

## Historia y Fundación

### Antecedentes
Antes de la década de los 40 las odontología hondureña era practicada de forma empírica por personas que lo tomaban como profesión. Al inicio de 1940 se contaba con múltiples profesionales de la Odontología, los cuales habían hecho sus estudios en el extranjero que fueron los que fundaron la Asociación Dental Hondureña, entre sus fundadores están:
- Doctor Lisandro Gálvez.
- Doctor Federico Smith.
- Doctor Adolfo Zavala.
- Doctor Fernando Marichal.
- Doctor Wilfredo Renaú.
- Doctor Felipe Lardizábal.
- Doctor Carlos Zepeda.
- Doctor Diderico Lazaruz.

Entre los años de 1940-1950 se presenta la iniciativa  de formar profesionales en el área de la Odontología en Honduras, iniciándose así los pasos para la creación de la facultad de Odontología en la Universidad Nacional Autónoma de Honduras. Inicio funcionando adscrita a la Facultad de Medicina. La Asociación Dental Hondureña a través de su presidente el Doctor Diderico Lazarus, promovió la fundación, realizando sus peticiones ante el Doctor Juan Manuel Gálvez Presidente de la república en aquel entonces.

### Fundación
La Asociación Dental Hondureña a través de su presidente el Doctor Diderico Lazarus, promovió la fundación, realizando sus peticiones ante el Doctor Juan Manuel Gálvez Presidente de la república en aquel entonces. Logrando con esta ayuda el 11 de noviembre de 1949 la separación de la Facultad de Odontología de la Facultad de Medicina.
La Facultad de Odontología surge como unidad académica dependiente de la Universidad Nacional Autónoma de Honduras, el 3 de julio de 1952. Siendo el Doctor Lisandro Gálvez, su Decano y el Doctor Rainel Funez el primer alumno en graduarse.

## Espacios Físicos de la Facultad de Odontología
El Doctor Lisandro Gálvez como decano adquirió para la Facultad de Odontología, la planta baja del edificio donde se situó el Ministerio del Trabajo, frente al Parque "La Libertad" en Comayagüela, funcionando también en la segunda planta la Facultad de Medicina y Cirugía; y en la tercera planta la Facultad de Química y Farmacia.
En el año de 1967 siendo Decano el Doctor Rainel Fúnez, la Facultad fue trasladad a la planta baja del edificio que hoy ocupa la Carrera de Medicina, detrás del Hospital Escuela, al ser insuficientes dichas instalaciones por el incremento de alumnos en 1974 y por gestiones realizadas por el entonces decano Doctor Eduardo Villeda Soto, se hizo el traslado a la Ciudad Universitaria ocupando la primera planta del edificio L2.
El número de estudiantes, sin embargo, continúo aumentando y llegando a ser insuficiente tanto el espacio físico, como el equipo, lo que obligó que durante la administración del Doctor Eriberto Navarrete, en su carácter de decano, y con el apoyo del Doctor Eduardo Villeda Soto, en su carácter de miembro de la Comisión de Alto Nivel Para la Elaboración del Plan Quinquenal para el crecimiento de la Universidad, se solicitara a las autoridades universitarias la construcción de un edificio propio para la Facultad, fue el Ex-Rector abogado José Oswaldo Ramos Soto, quien brindo su apoyo para dicho proyecto. El 27 de julio de 1987 se traslada a las actuales instalaciones siendo decano el Doctor Francisco Dubón Paz.

## Estudios de Pregrado y Posgrado

### Pregrado
Tiene una duración de 5 años y 1 año de Servicio Social con 64 asignaturas.

### Posgrado
En el año 2008 se crea la Especialidad en Rehabilitación Bucal en Prótesis. Son 23 las asignaturas con 2 años de duración.

## Decanos
1. Dr. Lizandro Gálvez Flores  1952-54
2. Dr. Atilio Diderico Lazarus  1954-56
3. Dr. Alberto Federico Smith Z. 1956-57
4. Dr. Carlos R. Zepeda T.  1957-58
5. Dr. Manuel Gómez Carias  1958-60

1. Dr. Carlos Galeano Diaz   1960-62
2. Dr. Carlos A. Mejia (renunció)   1962
3. Dr. Carlos Martin Rodríguez  1962 (Decano por Ley)
4. Dr. Manuel Gómez Carias  1962-66
5. Dr. Reynel Funez Raudales  1966-68
6. Dr. Diderico A. Lazarus  1968-71
7. Dr. Eduardo Villeda Soto  1972-75
8. Dr. Eduardo Villeda Soto  1975-78
9. Dr. José Alejandro Aguilera  1978-80
10. Dra. Sandra Gonzales Salgado     1980-81
11. Dr. Carlos Herrera J. (renunció) 1981-82
12. Dr. Raul Santos Maldonado  1982-84 (Decano por Ley)
13. Dr. Heriberto Navarrete  1984-87
14. Dr. Francisco Dubón Paz  1987-93
15. Dr. Luciano Danilo Rivas  1993-96
16. Dr. Raúl Santos Maldonado  1996-99
17. Dr. Francisco Dubón Paz  1999-2002
18. Dr. Francisco Dubón Paz  2002-2005
19. Dr. Ramon Ernesto Argüelles  2005-2008
20. Dra. Lourdes Murcia Carbajal  2008-2018
21. Dr. Miguel Flores 2018-2023
22. Dra. Carmen María Santos  2024- Actual